# Lee Rocker
Pour les articles homonymes, voir Rocker et Drucker.
 (avril 2025).
Si vous disposez d'ouvrages ou d'articles de référence ou si vous connaissez des sites web de qualité traitant du thème abordé ici, merci de compléter l'article en donnant les références utiles à sa vérifiabilité et en les liant à la section « Notes et références ».
Lee Rocker, nom de scène de Leon Drucker, est un compositeur, chanteur et contrebassiste américain né le 3 août 1961 à Massapequa (État de New York).
Il a appartenu à de nombreuses formations :
- The Tomcats 1979
- The Stray Cats 1980-1993
- Phantom, Rocker & Slick 1985-1988
- Lee Rocker & Big blue 1994-1996
- Lee Rocker 1997-1999
- The Swing Cats 1999-

## Discographie
- Lee Rocker's Big Blue (1994)
- Atomic Boogie Hour (1995)
- No Cats (1998)
- Lee Rocker Live (1999)
- Blue Suede Nights (2001)
- Bulletproof (2003)
- Upright and Kickin'  (2003)
- Burnin' Love: The Best of Lee Rocker (2004)
- The Curse of Rockabilly (2005)
- Racin' the Devil (2006)
- Black Cat Bone (2007)
- The Cover Sessions (2011)
- Night Train to Memphis (2012)
- The Low Road (2019)
- Gather Round (2021)